# Campeonato Paraense de Futebol de 1936
O Campeonato Paraense de Futebol de 1936 foi a 25.ª edição da principal divisão do futebol do Pará. Organizada pela Liga Atlética Paraense, a competição contou com a participação de seis clubes, todos sediados na capital Belém. O Remo sagrou-se campeão, conquistando seu 13º título estadual, enquanto a Paysandu ficou com o vice-campeonato.

## Participantes
| Equipe          | Cidade | Títulos (mais recente) | Part. |
| --------------- | ------ | ---------------------- | ----- |
| Júlio César     | Belém  | 0 (não possui)         | 4     |
| Luso Brasileiro | Belém  | 0 (não possui)         | 10    |
| Paysandu        | Belém  | 10 (1934)              | 21    |
| Remo            | Belém  | 12 (1933)              | 22    |
| Tuna Luso       | Belém  | 0 (não possui)         | 3     |
| União Sportiva  | Belém  | 2 (1910)               | 24    |

## Premiação
| Campeonato Paraense de 1936 |
| Belém                       |
| --------------------------- |
| Remo Campeão (13º título)   |